# HYC Herentals
HYC Herentals je belgický klub ledního hokeje z Herentals. Hraje nejvyšší belgickou hokejovou ligu.
Mistrem ligy se klub stal v sezónách 1996/1997, 1997/1998, 2001/2002 a 2008/2009. Klubové barvy jsou červená a bílá. Domácí zápasy hraje na stadionu Bloso Centrum Netepark.